# Resolutie 2416 Veiligheidsraad Verenigde Naties
Resolutie 2416 van de Veiligheidsraad van de Verenigde Naties werd op 15 mei 2018 met unanimiteit aangenomen, en verlengde de UNISFA-vredesmacht in de betwiste regio Abyei opnieuw met een half jaar.

## Achtergrond
Al in de jaren 1950 was het zwarte zuiden van Soedan in opstand gekomen tegen het overheersende Arabische noorden. De vondst van aardolie in het zuiden maakte het conflict er enkel maar moeilijker op. In 2002 kwam er een staakt-het-vuren en werden afspraken gemaakt over de verdeling van de olie-inkomsten. Verschillende rebellengroepen waren hiermee niet tevreden en in 2003 ontstond het conflict in Darfur tussen deze rebellen en de door de regering gesteunde janjaweed-milities. Die laatsten gingen over tot etnische zuiveringen. In de daaropvolgende jaren werden in Darfur grove mensenrechtenschendingen gepleegd, waardoor miljoenen mensen op de vlucht sloegen.
In februari 2011 stemde een overgrote meerderheid van de inwoners van Zuid-Soedan in een referendum voor onafhankelijkheid. De regio Abyei, die tussen Noord- en Zuid-Soedan lag, werd echter door beide partijen opgeëist. Dit leidde tot veel geweld, waardoor meer dan 100.000 inwoners op de vlucht sloegen.

## Inhoud
De UNISFA-missie had zijn opdracht om Abyei te stabiliseren en demilitariseren volbracht, maar had geen vertrekstrategie. De missie moest hervormd worden, zodat er ruimte was voor een politiek proces dat tot terugtrekking zou leiden.
De twee partijen werden nog eens opgeroepen dringend werk te maken van een Abyeise politiedienst; een opdracht die nog steeds door de VN-politie werd vervuld. De VN werd opgeroepen bijkomende agenten te sturen, zodat men aan de toegestane vijftig zou komen.
UNISFA's mandaat werd verlengd tot 15 november 2018. Het aantal manschappen werd voor die periode teruggebracht tot 4500. Het mandaat aangaande de ondersteuning van het Gezamenlijk Grenstoezichtsmechanisme (JBVMM), dat middels resolutie 2024 (2011) was toegevoegd, werd verlengd tot 15 oktober 2018, ondanks dat maar weinig stappen waren gezet om het Akkoord inzake Tijdelijke Regelingen om Abyei te Besturen uit te voeren en een politieke oplossing voor de kwestie-Abyei te bereiken.
Volgens de Afrikaanse Unie was wel degelijk grote vooruitgang geboekt om aan de eisen die de Veiligheidsraad in resolutie 2386 (2017) had gesteld te voldoen. Zo verleenden beide partijen doorlopend toestemming voor alle patrouilles en helikopterlandingen en waren twee van de vier JBVMM-posten opgezet. Wat dat laatste betreft, waren de lokale gemeenschappen het niet eens over de locaties en toegankelijkheid van de posten. Men vreesde dat het stopzetten van de ondersteuning van het JBVMM de gemaakte vooruitgang teniet zou doen en tot nog meer spanningen en een verergering van de humanitaire situatie zou leiden.
Lijst ·  2398 ·  2399 ·  2400 ·  2401 ·  2402 ·  2403 ·  2404 ·  2405 ·  2406 ·  2407 ·  2408 ·  2409 ·  2410 ·  2411 ·  2412 ·  2413 ·  2414 ·  2415 ·  2416 ·  2417 ·  2418 ·  2419 ·  2420 ·  2421 ·  2422 ·  2423 ·  2424 ·  2425 ·  2426 ·  2427 ·  2428 ·  2429 ·  2430 ·  2431 ·  2432 ·  2433 ·  2434 ·  2435 ·  2436 ·  2437 ·  2438 ·  2439 ·  2440 ·  2441 ·  2442 ·  2443 ·  2444 ·  2445 ·  2446 ·  2447 ·  2448 ·  2449 ·  2450 ·  2451